# Great Barrier
Great Barrier (maori Aotea) – duża wyspa w archipelagu Nowej Zelandii, położona 90 km na północny wschód od centrum Auckland. Jest czwartą pod względem wielkości wyspą Nowej Zelandii. Powierzchnia wyspy wynosi 285 km². Najwyższy szczyt to Mount Hobson, ma 621 m wysokości. Nazwa wyspy związana jest z jej położeniem, stanowiąca naturalną barierę między zatoką Hauraki a Oceanem Spokojnym.